# External Stowage Platform
External Stowage Platforms (ESPs o Plataforma d'emmagatzematge externa) són tres components clau per a l'Estació Espacial Internacional (ISS). Cada plataforma és una paleta externa que pot contenir peces de recanvi, també conegut com a Orbital Replacement Units (ORUs), per a l'estació espacial. Com a plataforma no està pressuritzat, però requereix electricitat per alimentar els escalfadors d'alguns dels equips emmagatzemats. Els ORUs són fixats a l'ESP a través de Flight Releasable Attachment Mechanisms (FRAMs), coincidint les plates dels ORU a la plataforma. L'estructura de les plataformes de l'ESP-2 i l'ESP-3 es basa en una versió deplegable del Integrated Cargo Carrier (ICC) que va ser dissenyat per volar a dins de la zona de càrrega del Transbordador Espacial i és propietat i està operat per Astrium North America, Inc.. L'ESP-1 és única en forma (vegeu més endavant)i va ser transportada a l'Estació Espacial Internacional en el quart vol d'ICC (Missió del Transbordador STS-102) com un element de càrrega. L'ESP-2 va volar en la missió de 'Retorn als Vols' STS-114 i l'ESP-3 en la missió STS-118.

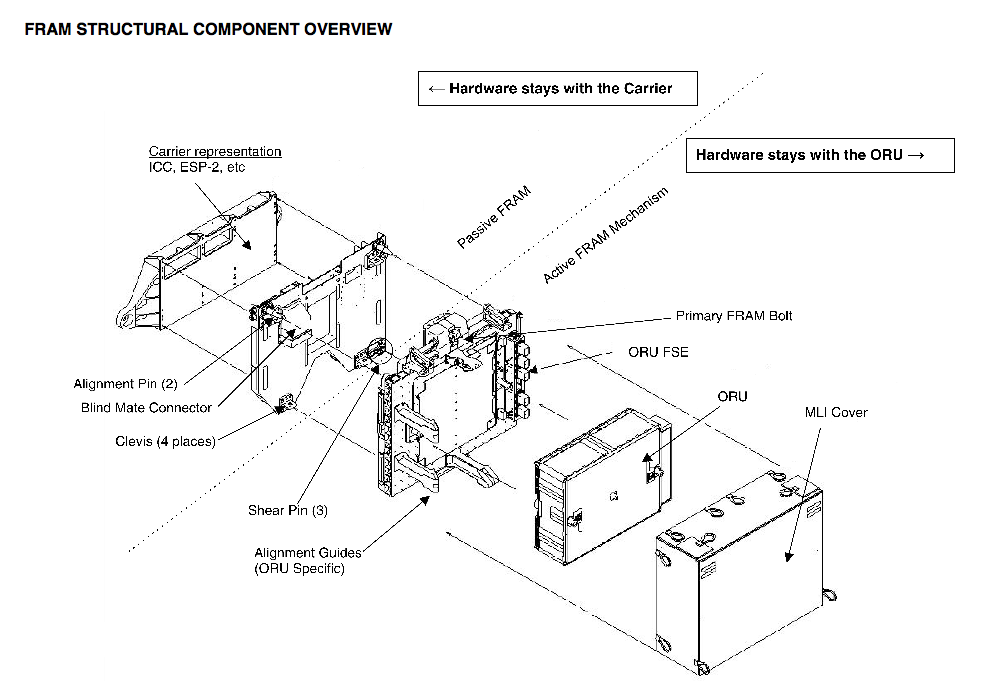
Desglossament del FRAM